# Gare de Wattignies - Templemars
Gare de Wattignies - Templemars – przystanek kolejowy w Templemars w departamencie Nord, w regionie Hauts-de-France, we Francji.
Został otwarty w 1879 roku przez Compagnie des chemins de fer du Nord. Jest przystankiem kolejowym Société nationale des chemins de fer français (SNCF), obsługiwanym przez pociągi TER Nord-Pas-de-Calais.